# Tipus de motocicletes

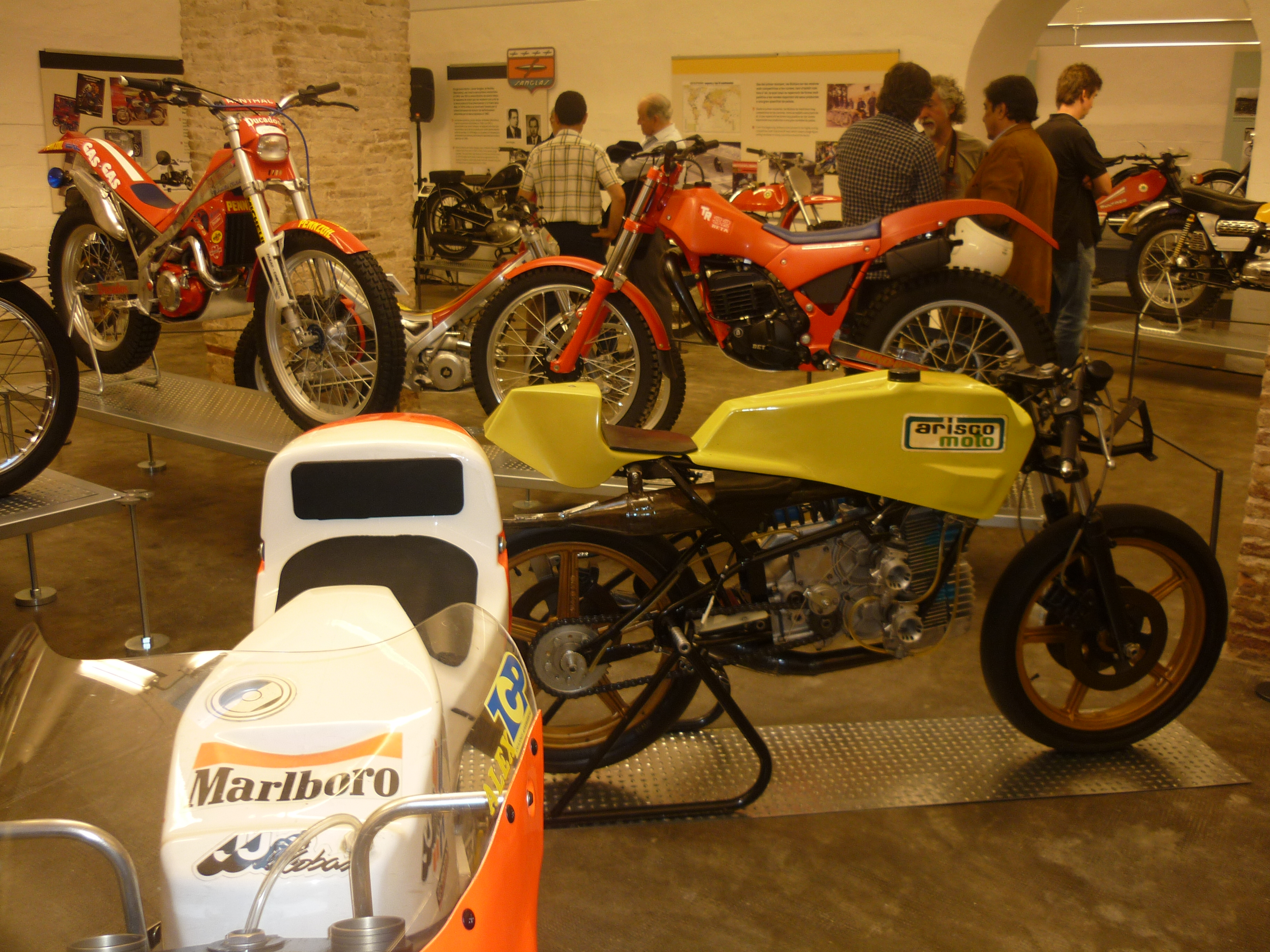
Motocicletes de tipus diversos al Museu de la Moto de Barcelona

Els tipus de motocicletes existents poden variar en funció del criteri de classificació que es faci servir per a definir-los. El més usual és classificar les motocicletes segons el terreny per al qual hagin estat dissenyades, establint-se així dues grans categories: "motos de carretera" (són les motocicletes dissenyades per a ésser conduïdes sobre superfície pavimentada) i "motos de muntanya" o tot terreny (motos dissenyades per a circular fora d'asfalt). A més a més, n'hi ha unes altres que són de difícil catalogació, les quals es podrien qualificar de "motos especials" (principalment, motocicletes dissenyades per a la competició).
A banda dels diversos tipus que es puguin establir, cal considerar a part també una mena de motocicletes molt diferenciades que podrien ésser tractades gairebé com a categories independents, i que per si mateixes constitueixen una classificació genèrica: són els sidecars, els escúters i els ciclomotors.

## Motos de carretera
La motocicleta de carretera serveix per a circular per carretera i per zones urbanes.

### Esportives
Estèticament properes a les motos de competició de velocitat, amb carenats aerodinàmics, motors molt potents i constants innovacions tecnològiques. Aquesta mena de motos sacrifiquen la comoditat del pilot (gairebé no admeten passatger) i de conducció (els motors responen malament a poques revolucions), per tal de prioritzar-ne la velocitat i agilitat en revolts. Gaudeixen de bastidors de qualitat i lleugers, així com d'excel·lents suspensions i frens. Normalment, disposen de motors de gran cilindrada, de 600 cc en avant, tot i que n'hi ha també de petita i mitjana que aprofiten aleshores la seva extrema lleugeresa.

### Gran turisme
Pensades per a circular amb passatger, disposen d'amplis carenats (molts d'ells amb cúpula regulable electrònicament), grans maletes laterals i bagul posterior. Essent com són molt pesades, els motors han de ser de gran cilindrada, amb un parell motor alt a baix i mitjà règim. Lògicament el seu comportament és tranquil, no gens apte per a la conducció esportiva i, per tant, allò que es potencia és la comoditat: equips d'àudio, ordinador multi-funció, control de velocitat automàtic i fins i tot marxa enrere. N'hi ha també versions més lleugeres, amb motors de mitjana cilindrada.

### Turisme
Són motos de qualsevol cilindrada pensades per a la carretera sense pretensions esportives, incloent doncs les anomenades naked (nues, sense carenat), tot i que sovint porten una petita cúpula anterior o un semi-carenat. Són eminentment pràctiques i més econòmiques que les esportives.

### Custom
"Personalitzada", "feta a mida" en anglès. Originades a imitació de les primeres Chopper, aquesta mena de motocicletes es començaren a popularitzar als EUA, on les fortes restriccions de velocitat fan que es prioritzi l'estètica per damunt de les prestacions del vehicle. Acostumen a ser incòmodes, atesa la seva posició de conducció no gens aerodinàmica, pesades i poc maniobrables. N'hi ha de totes les cilindrades i fins i tot en versió "Gran turisme", amb carenat i pantalla (com la típica Harley-Davidson de la policia nord-americana).
Dins l'apartat de les Custom n'hi ha de clarament diferenciades, com ara les café racer (amb estètica anys 60), Streetfighter (més esportives), Bobber (similars a les Chopper), Cutdown (escúters), etc.

### Naked
"Nua" en anglès, nom que els ve pel fet de mancar de cap mena de carenat o pantalla. Darrerament se n'han fet populars models molt potents -com ara la Ducati Monster- que miren de seguir aquesta moda, però en realitat de Naked n'hi ha hagut sempre. De fet, aquesta denominació es començà a fer servir no fa gaire, quan l'ús de carenats ja s'havia generalitzat, per tal d'identificar una nova generació de motos que pretenien oferir una imatge "retro", tornant una mica als orígens. Avui dia aquesta moda té molta acceptació, havent-hi Naked de cilindrades i característiques diverses, esportives o de turisme.

### Trail
"Camí", "sendera" o "pista" en anglès. Per bé que un dels primers models amb aquesta denominació fou la Bultaco Alpina de 1971, pensada com a moto de trial còmoda per a rutes de muntanya, el nom es començà a generalitzar a mitjan anys 80 referit a motos d'enduro adaptades a l'ús en carretera (una de les més famoses era la Yamaha XT).
Aquesta mena de motocicleta experimentà un "boom" important amb la popularització del Ral·li Dakar i curses similars, comercialitzant-se'n models derivats amb molta acceptació, com ara l'Honda Africa Twin o la BMW GS. Actualment la seva filosofia ha variat més cap a motos de carretera adaptades a l'ús per camins i pistes forestals fàcils, i es comença a generalitzar la denominació "dual purpose" (propòsit dual) per a referir-s'hi. Les seves característiques són suspensions de llarg recorregut, roda anterior de gran diàmetre, manillar ample i pneumàtics amb un gravat lleu per a facilitar el seu trànsit fora d'asfalt. N'hi ha des de 50 fins a 1.150 cc.

### Supermoto
Anomenades també Supermotard, darrerament han obtingut força acceptació, sobretot en el sector dels ciclomotors on n'hi ha molts models. Disposen de rodes de 17 polzades amb pneumàtics gairebé llisos (tret d'uns solcs prims, ja que cal garantir-ne també un comportament acceptable fora d'asfalt) i recorden estèticament a les de motocròs. La major part d'aquesta mena de motos disposen de motor de quatre temps i suspensió i frens heretats dels de motocròs i adaptats a aquesta modalitat (la suspensió es rebaixa i s'endureix, i els frens es modifiquen per tal d'aconseguir més potència de frenada i facilitar-ne la refrigeració).

## Motos de muntanya
Conegudes també com a motocicletes tot terreny, fora d'asfalt o off-road, serveixen per a circular per zones rurals i per tota mena de terrenys, ja sigui camp a través o muntanya amunt. Les suspensions són de llarg recorregut, el motor va situat molt alt sobre el nivell de terra i posseeixen grans reduccions a les caixes del canvi. Els pneumàtics són fortament gravats, per tal de mantenir l'equilibri en terrenys fangosos i per a augmentar la tracció en general.

### Trial

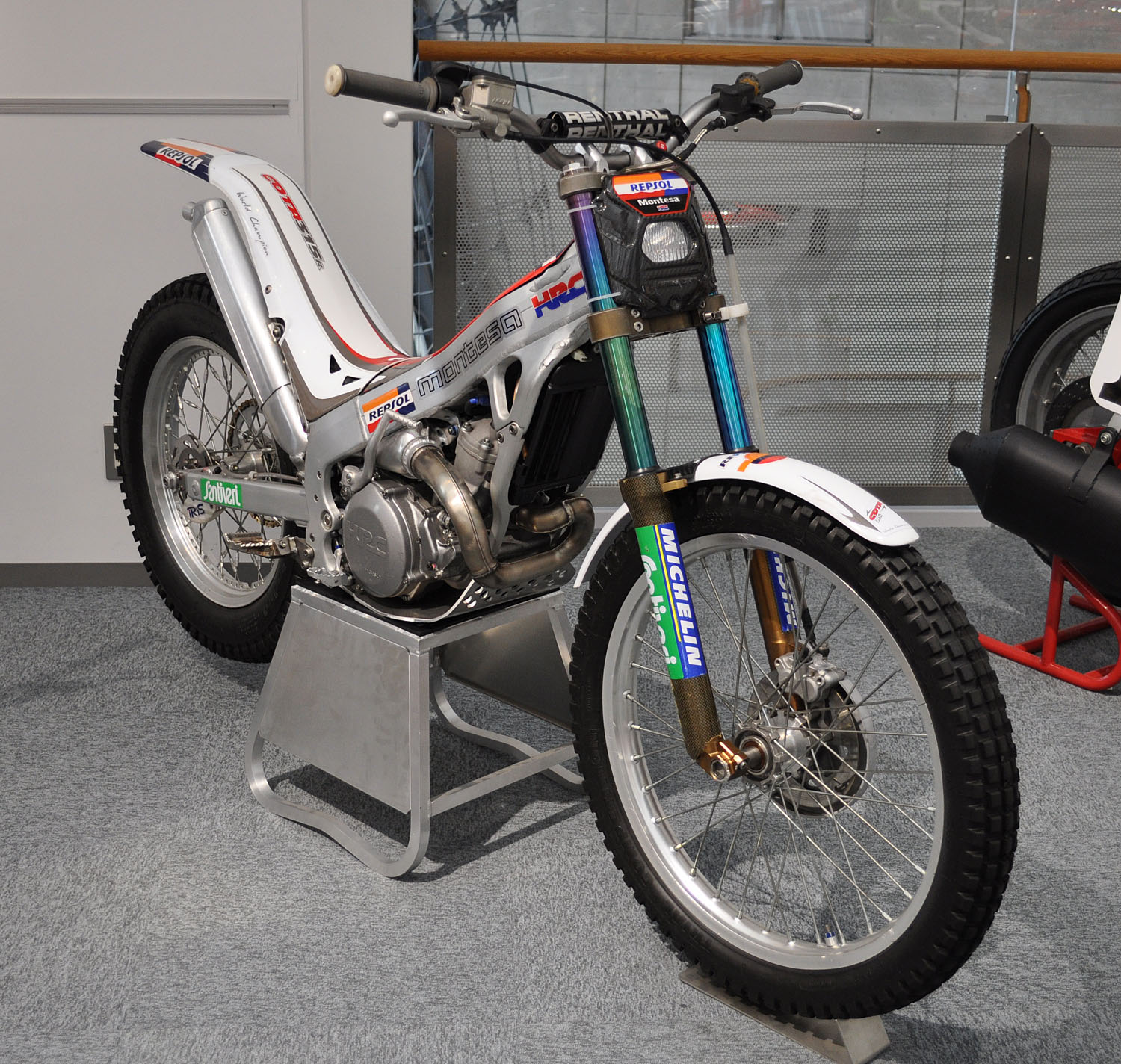
Montesa Cota 315R de trial (2004)

Són de mida reduïda per a facilitar-ne el pilotatge i estan dissenyades per a conduir-les dret, ja que corren poc i el que cal és poder superar-hi grans obstacles. Tot i anar destinades bàsicament a la competició, poden ser matriculades i circular per la via pública.
La seva principal diferència envers la resta de motocicletes fora d'asfalt és el pes del conjunt, aconseguit en fabricar-ne els elements amb els materials més lleugers. Una moto de competició de trial pesa uns 65 kg aproximadament, amb la utilització de materials com ara el titani o el magnesi i components elaborats amb fibra de carboni, que combina robustesa amb lleugeresa. Les suspensions d'una moto de trial tenen un recorregut molt curt per maximitzar les prestacions de potència del motor i traslladar millor tota l'empenta a les rodes i a terra. Finalment, el centre de gravetat de la moto és molt baix per tal de millorar-ne l'estabilitat.
El motor també està preparat per a aconseguir la millor resposta possible en baixos, essent aquesta molt progressiva per tal de dosificar al màxim la seva potència. Els propulsors, tant els de dos temps com els de quatre, cubiquen al voltant dels 300 cc i el dipòsit de combustible redueix al màxim la seva capacitat.
Pel que fa als pneumàtics, els materials de goma són molt tous per tal d'aconseguir el màxim aferrament a les superfícies relliscoses. No acostumen a portar càmera per evitar les punxades i les pressions d'aire són molt baixes per augmentar al màxim la superfície de contacte amb el terra i incrementar així la tracció i l'adherència de les rodes. Durant la competició, els pilots sovint desinflen els pneumàtics en major o menor mesura segons el tipus de terreny, per tal de millorar encara més l'adherència sobre els obstacles.

### Motocròs

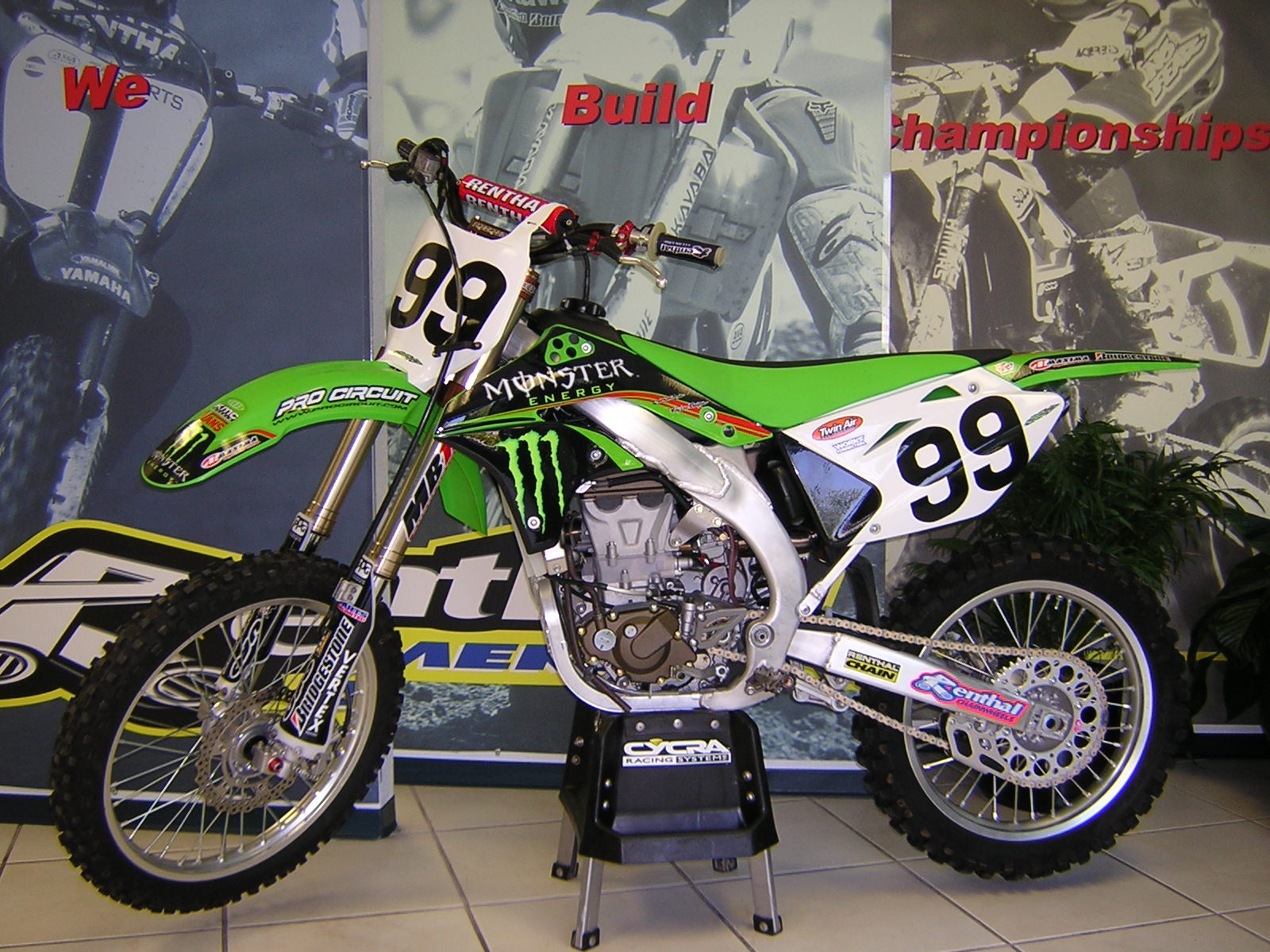
Kawasaki KX450 de motocròs (2006)

Són motos destinades únicament a aquest esport, per tant no poden ésser matriculades ni circular legalment fora dels circuits de motocròs. Disposen de suspensions amb gran capacitat d'absorció (pels salts) i pneumàtics de tacs grossos. Els motors poden anar dels 80 als 650 cc i ser de dos i quatre temps, tot i que darrerament s'estan imposant aquests darrers. De cara a la competició internacional, la FIM estableix actualment tres categories en funció de la cilindrada i el cicle dels motors: MX1, MX2 i MX3.
La duresa de les suspensions és un element característic d'aquestes motos. Per poder millorar-ne l'estabilitat en salts grans i en zones sotragades s'hi fan servir uns reglatges de suspensió molt durs que impedeixen que la màquina reboti en excés i optimitzen de passada l'ús de la potència. El pes de les motos es redueix en prescindir de l'enllumenat i el conjunt total gira entorn dels 100 kg.
Les motocicletes de motocròs preparades per a la modalitat del Supercross presenten unes característiques diferenciades envers les convencionals: Els motors, pensats per a assolir grans acceleracions, són més violents i acostumen a lliurar tota la potència d'una sola vegada. A més a més, la relació de canvi s'adequa a les necessitats d'aquesta modalitat (on destaquen els salts espectaculars) tot allargant les primeres marxes i retallant les més llargues, aconseguint així una relació de canvi tancada que permet arribar a una velocitat màxima de 90 km/h. En la modalitat indoor del Supercross, la relació de canvi de les motos és encara més curta, ja que les rectes no hi són tan llargues i els pilots necessiten més acceleració que no pas velocitat punta.

### Enduro

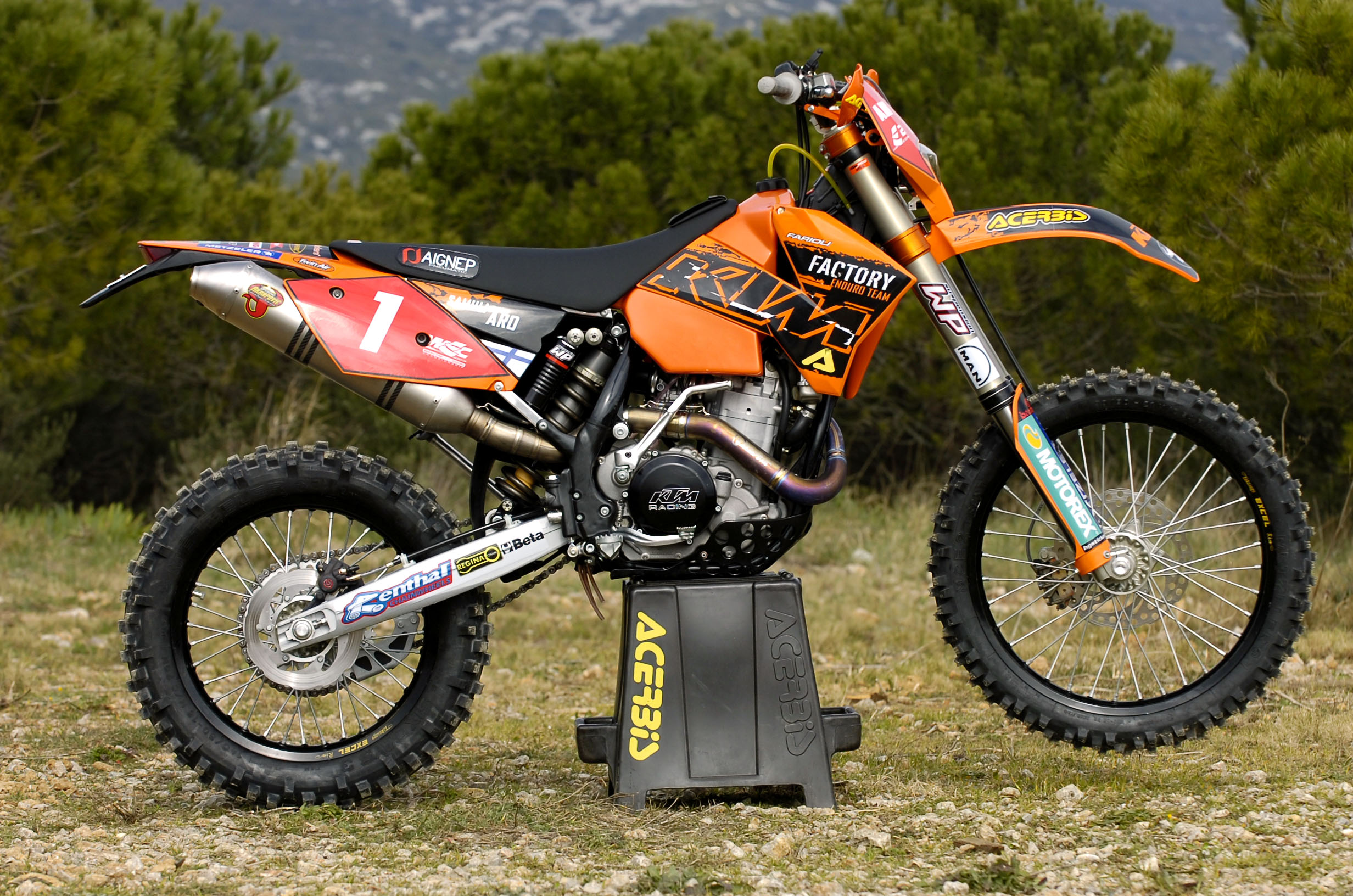
KTM E2 d'enduro (2006)

Atès que aquesta modalitat es desenvolupa en zones obertes, camins i carreteres, han de disposar d'instal·lació d'enllumenat per tal de poder ser homologades i matriculades. Es deriven de les de motocròs, però gaudeixen de motors més dòcils (caixa de canvis més esglaonada) i silenciosos.
Les motos d'enduro solen compartir xassís amb les màquines preparades per a motocròs, però hi ha moltes diferències en el comportament de les suspensions, els motors i la relació de canvi:
- Les suspensions són toves per a poder absorbir les irregularitats del terreny. Tant el conjunt hidràulic com la molla tenen un recorregut llarg, entre 300 i 330 mm.
- Els motors tenen també unes particularitats especials que s'adapten a les necessitats de la competició. Són suaus en la resposta i solen combinar-se amb una caixa de canvis molt oberta, amb una primera marxa molt curta que permet una bona acceleració i maximitza la potència del motor i una sisena molt llarga amb la qual es pot aconseguir una velocitat entre 130 km/h i 140 km/h.[18]

En les motos d'enduro s'utilitzen pneumàtics ecològics amb una tac que té una altura limitada per minimitzar l'erosió del terreny. El pes del conjunt de la màquina arriba als 110 kg aproximadament.

## Motos especials

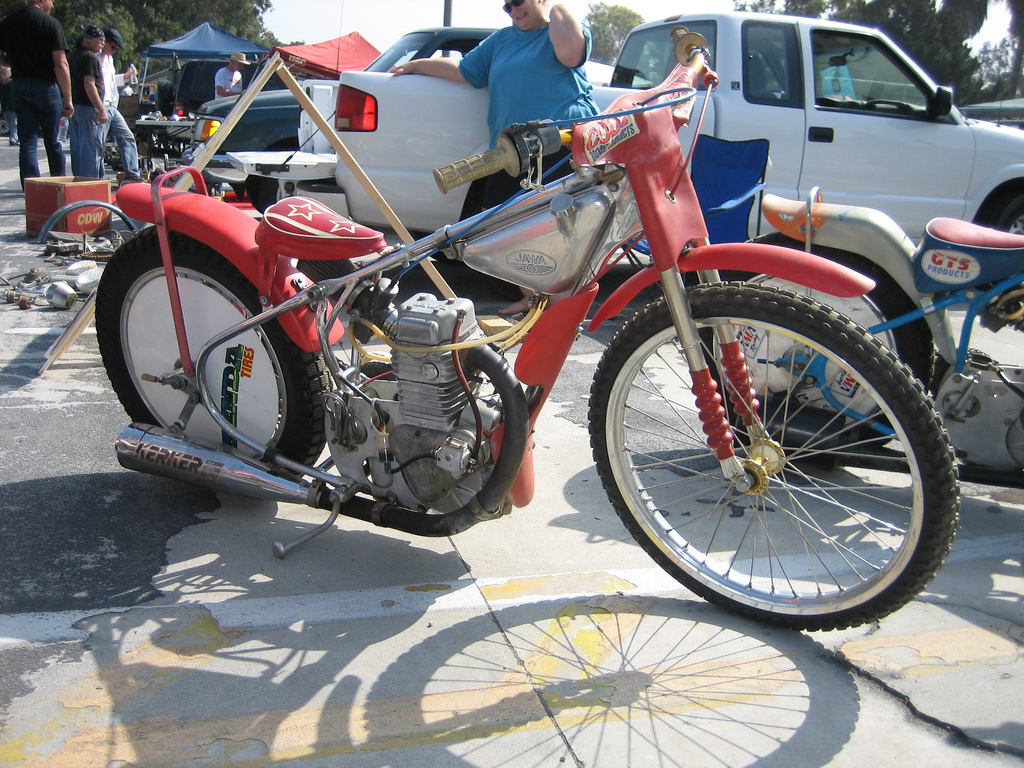
Jawa per a curses de Speedway dels anys 70

Dins aquest apartat hi hauria diverses motocicletes de competició no homologables per a la via pública, destinades únicament a l'esport i preparades per a cadascuna de les seves modalitats. En general, la motocicleta de competició ha de complir unes característiques mecàniques, unes dimensions i un pes reglamentats.
Pel que fa a les d'asfalt, les més conegudes són les de motociclisme de velocitat i les de resistència, però n'hi ha també per a curses d'acceleració, anomenades "dragster" en anglès (són motocicletes construïdes generalment a partir de components de motocicletes de sèrie del mateix tipus amb l'objectiu d'augmentar-ne al màxim la capacitat d'acceleració i la velocitat punta).
Són també motocicletes de competició les preparades per a curses en pista ovalada, en qualsevol de les seves especialitats (Speedway, Grasstrack, Flat track, curses sobre gel o "Ice Speedway", etc.), Hillclimb (ascensió de turons) i fins i tot les que es fan servir en les curses de ciclisme darrere moto. D'aquestes últimes n'hi ha per a curses de mig fons, anomenades moto stayer (cubiquen entre 500 i 1.000 cc i van proveïdes d'un corró posterior), i per a curses "Keirin", de 100 cc i anomenades moto derni.
Una altra motocicleta que podem qualificar d'especial (o potser "espacial") fou el prototipus de moto lunar, anomenada "Lunar Motorbike", desenvolupada per la NASA a finals dels 60 amb la intenció d'enviar-la a la lluna amb la missió de l'Apollo 15, projecte finalment descartat.

### Minimotos
Disposen de motor monocilíndric de 2T i 49 cc, frens de disc i un sòlid xassís que pot suportar pesos de fins a 125 kg. Tot i ser petites les poden fer servir adults, doncs, i en cas de ser utilitzades per nens cal supervisar-los, ja que arriben als 55 km/h. N'hi ha de carretera i de motocròs, i se'n deriva una modalitat especial anomenada Pitbike, que són més grosses i compactes.

## Categories específiques

### Sidecars
L'adjunció d'una petita caixa lateral, el sidecar, amb un seient i una tercera roda, aconsegueixen crear una versió utilitària de la motocicleta, que esdevé així un tricicle. Aquesta solució tingué èxit a mitjan segle xx, però actualment ha caigut en desús i s'imposa el seu vessant lúdic i esportiu, existint-ne versions preparades per a competicions de velocitat, Sidecarcross, Sidecartrial i Speedway.

### Escúters

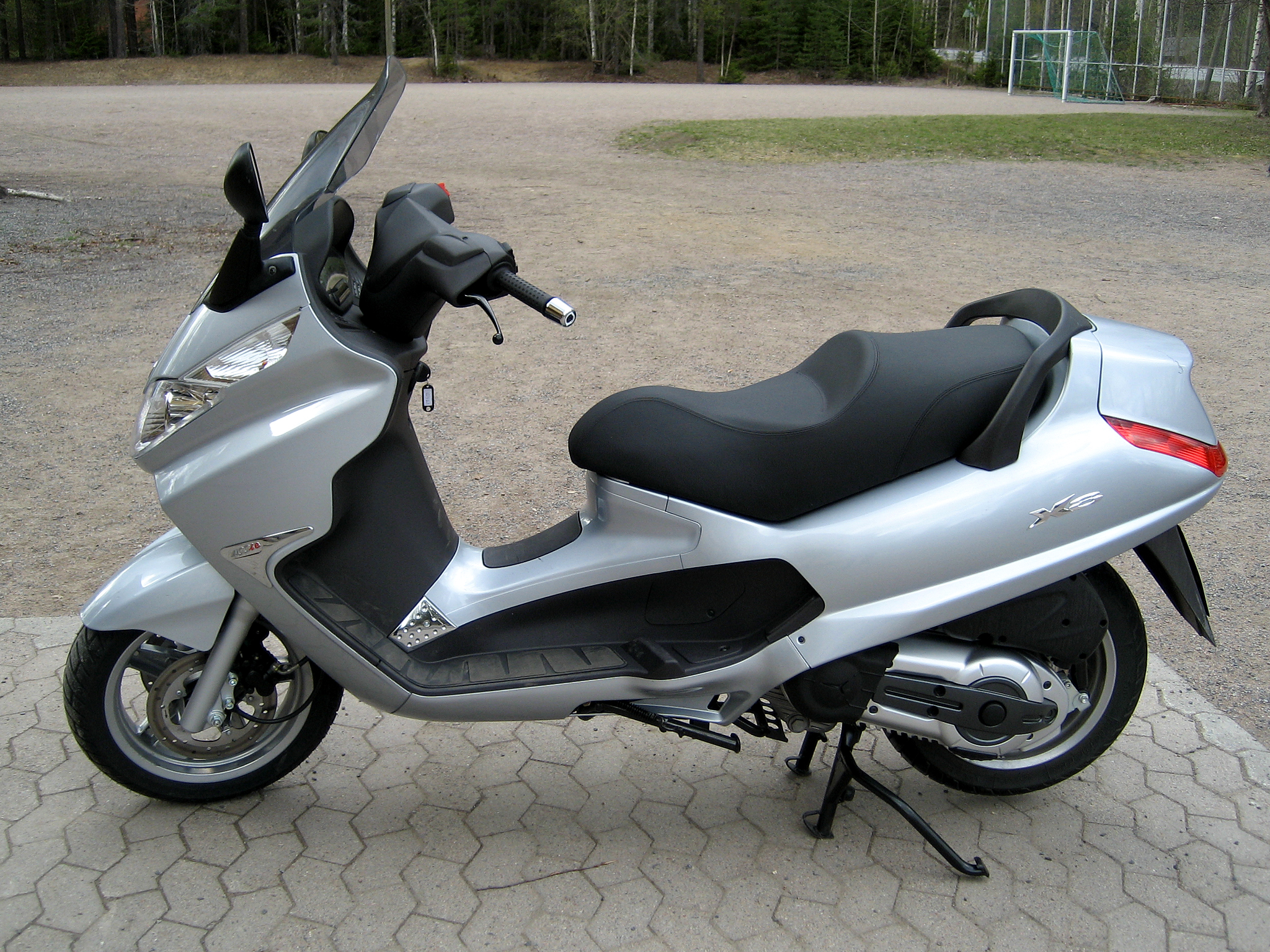
Piaggio 400cc Maxi Scooter X8 (2007)

De l'anglès "scooter" (patinet), ja que els primers, construïts a Anglaterra, eren bàsicament patinets reforçats proveïts d'un petit motor. Després de la Segona Guerra Mundial se'n començaren a fabricar a Itàlia amb força èxit (Lambretta i, sobretot, Vespa). Per bé que fins no fa gaire tenien motors de poca cilindrada i oferien prestacions modestes, darrerament n'han aparegut versions de fins a 650 cc que els han posat molt de moda. Aquests models proveïts de motor de més de 250 cc s'anomenen Megascooter (o " Maxiscooter").
En els escúters, el motor va completament protegit dintre un xassís de planxa embotida, obert, de forma especial i que constitueix el seient, i té una base per a posar-hi els peus, característiques que els fan nets i poc embrutadissos. Les rodes són petites, sense raigs, de muntatge fàcil, la qual cosa permet de poder transportar-ne una de recanvi. Són vehicles que destaquen per la seva facilitat de conducció i comoditat, a banda del seu poc consum, característiques que els fan idonis per a la ciutat. Acostumen a disposar de compartiments diversos per a enquibir-hi tota mena d'objectes (documents, equipatge, eines i fins i tot el casc) i alguns porten parabrises o fins i tot carrosseria integral, com ara la BMW C1. La posició de conducció de l'escúter, amb els peus en posició avançada i protegits per la carrosseria, el fet de tenir rodes més petites i anar equipats amb un canvi automàtic en molts casos, el converteixen en un vehicle atractiu i a l'abast de molts usuaris, fins i tot per a aquells que no han conduït mai una motocicleta.

### Ciclomotors

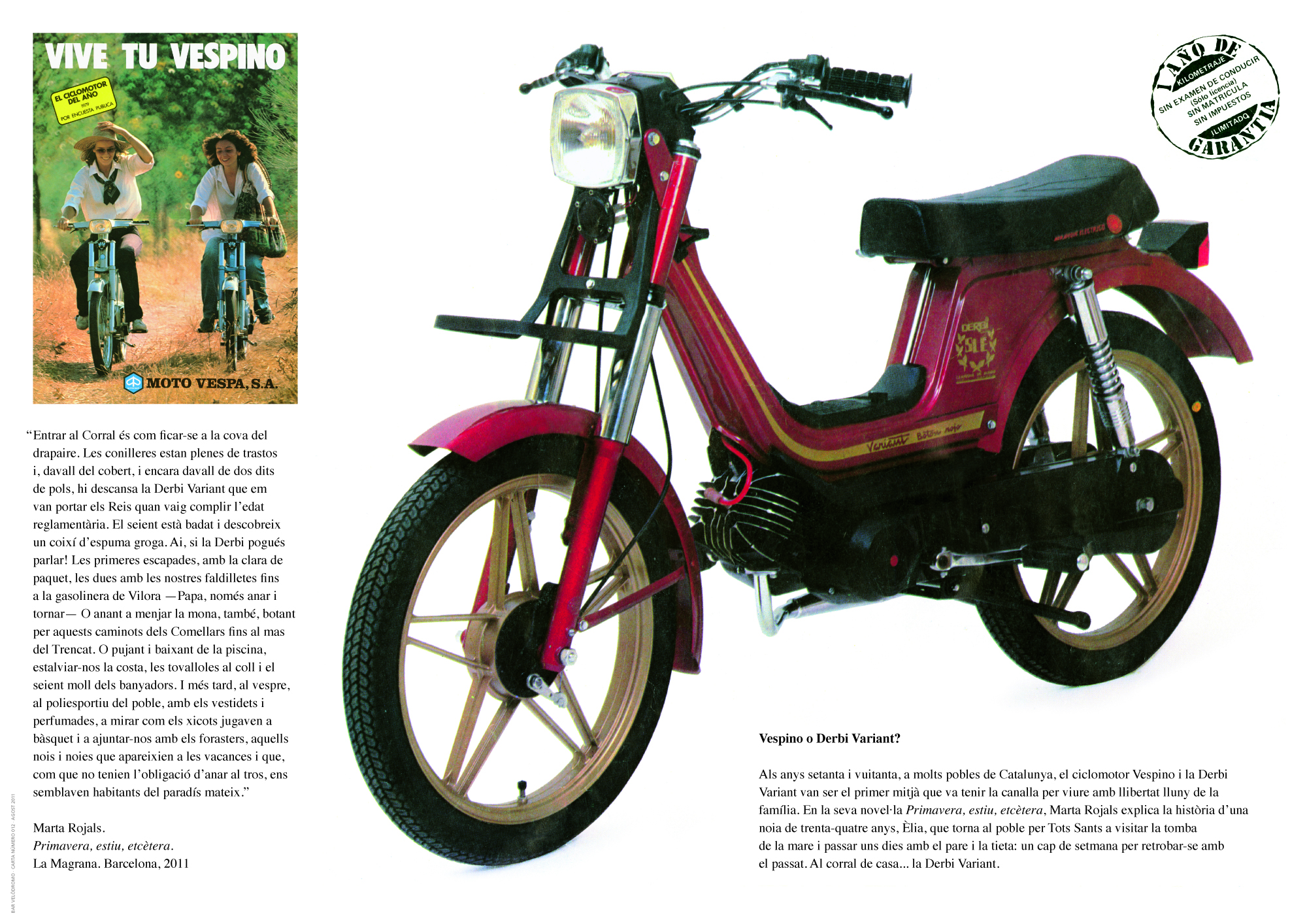
Dos ciclomotors dels anys 70 (Derbi Variant -foto gran- i Vespino)

Tot i que la legislació actual no els considera com a motocicletes, en constitueixen el gruix de la producció. Per a ser considerats com a tals, el motor ha de ser de menys de 50 cc i no poden superar els 60 km/h de velocitat màxima (fins a la dècada de 1980, el límit eren 50 km/h). El seu èxit comercial es deu al seu baix preu i a la normativa legal, que en permet la conducció, sense carnet, a partir dels 14 anys. Constitueixen una categoria específica per sí sols, ja que dins aquesta mena de vehicles n'hi poden haver d'esportius, naked, de fora d'asfalt, escúters, supermoto i de tots els tipus imaginables.
Les seves característiques els fan aptes per a transportar una sola persona a velocitats d'uns 50 km/h, i, per tant, són molt adaptats a la circulació per ciutat o als trajectes curts. Equipats amb un motor de 49 cc, gairebé sempre de dos temps, sovint porten embragatge automàtic. El motor va muntat al mig del quadre i ataca la roda del darrere mitjançant una transmissió més o menys complexa i automatitzada per a facilitar les maniobres freqüents de parada i arrencada. La suspensió del davant, quan n'hi ha, és telescòpica, mentre que una solució freqüent en la suspensió posterior consisteix en el fet que el braç oscil·lant de suspensió i de suport de roda fa de càrter únic del motor i de la transmissió. El quadre sovint és de planxa embotida, i l'enllumenat és produït pel volant magnètic del motor.
Els pedals, que inicialment servien d'ajuda en pendents costeruts, ja a partir dels anys 70 esdevingueren un element sobrer, mantinguts per imperatiu legal però ja gairebé amb l'única utilitat d'engegar el ciclomotor tot fent-los voltar i com a reposa-peus.

#### Velomotors
Cal no confondre un ciclomotor amb un velomotor, ja que aquest darrer és una motocicleta lleugera proveïda d'un motor de poca cilindrada, però superior als 50 cc.